# Belgische wetgevende verkiezingen 1910
Op zondag 22 mei 1910 werden wetgevende verkiezingen gehouden in België.
85 van de 166 zetels in de Kamer van volksvertegenwoordigers waren te verkiezen, namelijk deze in de provincies Antwerpen, Brabant, Luxemburg, Namen en West-Vlaanderen. Deze reeks werd vier jaar eerder, in 1906, voor het laatst verkozen.
Er werden 49 katholieken, 24 liberalen en 12 socialisten verkozen (waarvan 9 liberalen en 6 socialisten op kartellijsten; enkel in Antwerpen en Brussel kwamen beide partijen apart op). Dit was één katholiek minder (Emile de Lalieux de La Rocq in Nijvel) en één socialist meer (Joseph Bologne in Namen) dan ervoor. De zittende regering-Schollaert behield zo haar katholieke meerderheid in het parlement, die dus echter kromp van acht tot zes zetels in de Kamer.
De verkozen volksvertegenwoordigers legden de eed af op 9 en 10 november 1910, bij de opening van de zitting 1910-1911. Daarbij rees heftige discussie rond de regelmatigheid van de verkiezingen, vooral vanwege de katholiek Arthur Verhaegen betreffende het arrondissement Nijvel, waar de liberaal Adolphe May won van de katholiek Emile de Lalieux de La Rocq. Verhaegen beschuldigde May ervan enkel door macht van het geld gewonnen te hebben. Pas verkozen katholiek Frans Van Cauwelaert meende dat de heftige tegenreactie van de antiklerikale zijde kwam doordat ze ontgoocheld waren in het resultaat: ze waren ervan overtuigd de katholieke meerderheid, die al jarenlang aan de macht was, te kunnen breken.

## Uitslag
- Neergelegde stemmen: 1.306.757
- Blanco / Ongeldig: 32.258 (2,5%)

|  | Partij                       | Aantal zetels | Aantal stemmen | Aantal stemmen |
|  | ---------------------------- | ------------- | -------------- | -------------- |
|  | Katholieken                  | 49            | 676.849        | 53,11%         |
|  | Kartel liberalen/socialisten | 17            | 243063         | 19,07%         |
|  | Liberalen                    | 15            | 236467         | 18,55%         |
|  | Socialisten                  | 6             | 85326          | 6,69%          |
|  | Dissid Cath                  | -             | 13688          | 1,07%          |
|  | christ democr                | -             | 11494          | 0,90%          |
|  | onafh/indép                  | -             | 6641           | 0,52%          |
|  | DEMOCRAT                     | -             | 872            | 0,07%          |
|  | Diss. Social                 | -             | 99             | 0,01%          |
|  | Totaal                       | 87            | 1.274.499      | 100%           |

## Verkozen volksvertegenwoordigers
Provincie Antwerpen (20)
- Antwerpen (13)
  - De katholieken Auguste Delbeke, Jean-Baptiste De Winter, Paul Segers, Adelfons Henderickx en Emile Van Reeth en de liberalen Frédéric Delvaux, Louis Franck, Jacques Verheyen en Leo Augusteyns en de socialist Modeste Terwagne werden herverkozen.
  - De katholiek Frans Van Cauwelaert werd verkozen en vervangt Edward Coremans, die niet meer opkwam bij deze verkiezingen.
  - De katholiek Robert de Kerchove d'Exaerde werd verkozen en vervangt Edouard Biart, die niet meer opkwam bij deze verkiezingen.
  - De liberaal Gustave Royers werd verkozen en vervangt Paul Vekemans, die niet herkozen raakte bij deze verkiezingen.
- Mechelen (4)
  - De katholieken Albert Alexandre Lefebvre, Jules Ortegat en Florent Van Cauwenbergh en de liberaal Victor Van de Walle werden herverkozen.
- Turnhout (3)
  - De katholieken Charles de Broqueville, Alphonse Versteylen en Remi Le Paige werden herverkozen.

Provincie Brabant (31)
- Brussel (21)
  - De katholieken Edmond Nerincx, Paul Wauwermans, Henri Colfs, Jules Renkin, Henri Carton de Wiart, Léon de Lantsheere en Julien Van Der Linden en de liberalen Louis Huysmans, Paul Janson, Paul Hymans, Emile Féron, Fernand Cocq, Maurice Lemonnier en Alfred Monville en de socialisten Emile Vandervelde, Louis Bertrand, Antoine Delporte en Léon Meysmans werden herverkozen.
  - De katholiek François-Xavier De Bue werd verkozen en vervangt Leon De Coster, die niet herkozen raakte bij deze verkiezingen.
  - De katholiek Léon Théodor werd verkozen en vervangt Pierre Hellinckx, die niet meer opkwam bij deze verkiezingen.
  - De socialist Camille Huysmans werd verkozen en vervangt Georges Delbastée, die niet meer opkwam bij deze verkiezingen.
- Leuven (6)
  - De katholieken Frans Schollaert, Léon Rosseeuw, Auguste de Becker Remy en Prosper Poullet, de liberaal Raoul Claes en de socialist Prosper Van Langendonck werden herverkozen.
- Nijvel (4)
  - De katholiek Georges Snoy, de liberaal Léon Jourez en de socialist Alphonse Allard werden herverkozen.
  - De liberaal Adolphe May werd verkozen en vervangt de katholiek Emile de Lalieux de La Rocq, die niet herkozen raakte bij deze verkiezingen.

Provincie Luxemburg (5)
- Aarlen-Marche-Bastenaken (3)
  - De katholieken Adolphe de Limburg Stirum en Léon du Bus de Warnaffe en de liberaal Camille Ozeray werden herverkozen.
- Neufchâteau-Virton (2)
  - De katholiek Winand Heynen en de liberaal Georges Lorand werden herverkozen.

Provincie Namen (9)
- Namen (5)
  - De katholieken Auguste Mélot en Louis Petit, de socialist Léon Furnémont en de liberaal Eugène Hambursin werden herverkozen.
  - De socialist Joseph Bologne werd verkozen en vervangt de liberaal Léopold Gillard, die niet meer opkwam bij deze verkiezingen.
- Dinant-Philippeville (4)
  - De katholiek Léon Hubert, de socialist Grégoire Horlait en de liberaal Emile Capelle werden herverkozen.
  - De katholiek Albert d'Huart werd verkozen en vervangt Georges Cousot, die niet meer opkwam bij deze verkiezingen.

Provincie West-Vlaanderen (20)
- Brugge (4)
  - De katholieken Amedée Visart de Bocarmé, Eugène Standaert en Joseph Strubbe en de liberaal Albert Thooris werden herverkozen.
- Roeselare-Tielt (4)
  - De katholieken Auguste Beernaert, Charles Gillès de Pelichy, Maurice Van der Bruggen en Julien Delbeke werden herverkozen.
- Kortrijk (5)
  - De katholieken Julien Liebaert, Edouard Busschaert, de liberaal Raymond Vande Venne en de socialist August Debunne werden herverkozen.
  - De katholiek Ernest Reynaert werd verkozen en vervangt (zijn vader) Auguste Reynaert, die niet meer opkwam bij deze verkiezingen.
- Ieper (3)
  - De katholieken René Colaert en Félix Van Merris en de liberaal Ernest Nolf werden herverkozen.
- Veurne-Diksmuide-Oostende (4)
  - De katholieken Auguste Pil en Auguste Hamman en de liberaal Adolphe Buyl werden herverkozen.
  - De katholiek Jean Maes werd verkozen en vervangt Eugène De Groote, die niet meer opkwam bij deze verkiezingen.